# Darıca Gençlerbirliği
Darıca Gençlerbirliği is een voetbalclub opgericht in 1934 te Gebze, een district van de provincie Kocaeli, Turkije. De clubkleuren zijn groen en geel. De thuisbasis van de voetbalclub is het Darıca İlçestadion.
Darıca Gençlerbirliği heeft nooit in de Süper Lig gevoetbald en heeft tot op heden geen grote successen behaald in de Turkse Beker.
- Darıca Gençlerbirliği op YouTube